# Horcajo de la Sierra-Aoslos
Horcajo de la Sierra-Aoslos é um município da Espanha, na província e comunidade autônoma de Madrid. Tem 21,2 km² de área e em 2021 tinha 170 habitantes (densidade: 8 hab./km²). Limita com os municípios de Madarcos, Horcajuelo de la Sierra, Piñuécar-Gandullas, Robregordo e La Acebeda.